# Malowanie elektroforetyczne
Malowanie elektroforetyczne − technika nakładania powłok malarskich wykorzystująca zjawisko elektroforezy, to jest rozdzielania mieszaniny substancji chemicznych pod wpływem pola elektrycznego.
Farby wykorzystywane do malowania elektroforetycznego są farbami wodorozcieńczalnymi. Proces ten ma podobny przebieg do procesu nakładania powłok galwanicznych. Przedmiot malowany zanurzany jest w koloidalnym roztworze farby i podłączony jest do odpowiedniej elektrody. Może on być elektrodą dodatnią jak i ujemną, zależy to od składu stosowanej farby.
Przed przystąpieniem do malowania przedmiot musi zostać odpowiednio przygotowany. Przygotowanie polega na odpowiedniej obróbce mechanicznej powierzchni przedmiotu, w celu usunięcia śladów korozji, starych powłok malarskich, oraz nadania mu odpowiedniej chropowatości w celu zapewnienia przyczepności powłoki. Obróbka ta polega na szlifowaniu ręcznym lub maszynowym powierzchni, szczotkowaniu, piaskowaniu, bądź śrutowaniu. Następnie przedmiot poddaje się odtłuszczaniu. Odtłuszczenie przeprowadza się przez zanurzenie przedmiotu w rozpuszczalnikach organicznych lub odpowiednich kąpielach odtłuszczających zawierających roztwory alkaliczne. Celem tej operacji jest zapewnienie odpowiedniej zwilżalności pokrywanego przedmiotu.
W przemyśle samochodowym, przed nałożeniem powłoki podkładowej metodą elektroforezy następuje zazwyczaj nałożenie powłoki konwersyjnej, najczęściej fosforanowej, bądź fosforanowo-chromianowej.

## Historia i zastosowanie
Metoda malowania elektroforetycznego należy do dość nowoczesnych technik malarskich. Po raz pierwszy zastosował ją Ford w 1960 roku. Obecnie jest to najpowszechniejsza metoda nakładania warstw podkładowych w przemyśle motoryzacyjnym. Stosowana jest ona również do jednowarstwowego malowania przedmiotów użytkowych wykonanych z metalu, takich jak meble szkolne i biurowe, obudowy urządzeń elektronicznych, osłony i inne elementy wykonane z blachy o dużej powierzchni.

## Zalety i wady
Elektroforetyczne techniki malowania mają wiele zalet w porównaniu z innymi metodami nanoszenia powłok malarskich. Do najważniejszej z nich należy wykluczenie stosowania niebezpiecznych i szkodliwych dla środowiska rozpuszczalników organicznych. Eliminuje to ryzyko pożaru oraz możliwość rozmiękczenia powłoki w zamkniętych pomieszczeniach wskutek parowania rozpuszczalnika.
Kolejną zaletą jest równomierne rozłożenie powłoki na całym przedmiocie oraz dobre pokrycie wszelkich zagłębień, wklęśnięć itp. Wynika to z mechanizmu procesu. Materiał malarski osadza się początkowo na części położonej najbliżej elektrody przeciwległej. Ponieważ osadzana powłoka jest warstwą nie przewodzącą, stanowi zatem duży opór dla przepływającego prądu i utrudnia elektroosadzanie. Wskutek tego następne partie materiału malarskiego osadzają się na częściach bardziej oddalonych. Dzięki tej właściwości otrzymuje się powłoki o znacznej równomierności, odtwarzające wiernie kształt powierzchni pokrywanej.
Z innych zalet malowania elektroforetycznego należałoby wymienić możliwość kontrolowania grubości powłoki, krótki czas pokrywania i możliwość prowadzenia procesu systemem ciągłym. Uzyskane powłoki cechuje wysoka odporność mechaniczna.
Do wad tej metody należy zaliczyć konieczność stosowania specjalistycznej, kosztownej instalacji, co wyklucza jej użycie w pracach warsztatowych. Ponadto nie można otrzymać powłok posiadających połysk ponieważ osadzona warstwa nie jest gładka.